# Instytut Estoński
Instytut Estoński (Eesti Instituut) – został założony w 1989 r. Pomysłodawcą był prezydent Estonii – Lennart Meri. Działalność instytutu jest wspierana przez Ministerstwo Kultury. Większość projektów jest finansowana przez kilka niezależnych źródeł. Zakładając powszechny instytut, jednostka ta miała podążać modelem różnych organizacji, które skutecznie wprowadzają i szeroko rozpowszechniają kulturę ich krajów na cały świat (np. British Council, Instytut Szwedzki, Duński Instytut Kulturalny, Goethe-Institut). Ministerstwo Spraw Zagranicznych jest wieloletnim partnerem- szczególnie w zakresie przygotowywania publikacji i dystrybucji materiałów informacyjnych o Estonii. Ponadto, instytut posiada na swoim koncie ogromną liczbę projektów we współpracy z innymi instytucjami. Współdziała też ze społeczeństwem, osobami prywatnymi oraz innymi podmiotami.
Konstytucyjne zadania Estońskiego Instytutu są następujące:
- rozprzestrzenianie informacji o estońskim społeczeństwie, kulturze i edukacji- zarówno w domu, jak i za granicą;
- przedstawianie innym krajom estońskiej kultury i promowanie kulturalnej komunikacji między Estonią i innymi krajami;
- popieranie nauczania języka estońskiego i współpraca z jednostkami, odpowiedzialnymi za kulturę na uniwersytetach za granicą

Oprócz promowania filmu, literatury, sztuki i innych obszarów w granicach życia codziennego, instytut zajmuje się również dystrybucja informacji o edukacji, gospodarce, administracji państwowej itd.
Instytut Estoński wydaje publikacje informujące o Estonii; tworzy strony internetowe o tym kraju; odpowiada na pytania, dotyczące Estonii; organizuje konferencje i seminaria; współpracuje z dziennikarzami, pracownikami naukowymi, wykładowcami, tłumaczami i pisarzami; organizuje festiwale, pokazy i inne wydarzenia w związku z poszerzaniem wiedzy o Estonii; publikuje katalogi i inne pozycje, promujące estońską kulturę.
W celu lepszej wymiany informacji o kulturze Estonii, Instytut Estoński otworzył cztery oddziały za granicą: w Finlandii (założony w 1995), na Węgrzech (1998), w Szwecji (1999) i we Francji (2001).
Materiały informacyjne instytutu to głównie ilustrowane publikacje, odwzorowujące różne aspekty estońskiego życia- od odpowiedzi na podstawowe pytania o Estonię, aż po kreskówki o zabawniejszej stronie bycia Estończykiem oraz serii, zestawiających fakty o Estonii. Oferta skupia się przez tekst i informacje na bogatych przeglądach innych aspektów życia.
Do innych tytułów Instytutu Estońskiego możemy zaliczyć artystyczne czasopismo „Sztuka Estońska”, stanowiące przegląd minionego półrocza w estońskim życiu artystycznym; ukazujące się dwa razy do roku estońskie „Czasopismo Literackie” (wprowadza zarówno we współczesną literaturę estońską, jak i w dzieła klasyków). Czasopismo „De cultu civili Estonio” / „Kultura Estońska” mówi o teatrze, filmie, historii, myśli technicznej, religii i innych ważniejszych tematach tutejszej kultury. Każdy rok kalendarzowy wprowadza ważne wydarzenia kulturalne i festiwale w Estonii- a informacje o tego typu wydarzeniach są również publikowane w tytułach Instytutu Estońskiego.
Materiały informacyjne Instytutu Estońskiego rozprowadzane są głównie przez estońskie ambasady za granicą, ale są także dostępne w krajowej siedzibie instytutu w Tallinnie, na ul. Suur-Karja 14.
Od 2005 w strukturze Instytutu Estońskiego mieści się organizacja współpracy kulturalnej Estonii z Unią Europejską, która informuje o programach UE – np. „Kultura 2000” i innych europejskich mechanizmach wsparcia finansowego dla kultury. Zapewnia pomoc dla potencjalnych wnioskodawców. Działalność Instytutu Estońskiego jest wspierana przez europejskie organizacje integracyjne.